# Nieuport I
O Nieuport I, apelidado de L'Araignée (ou a aranha), foi um avião esportivo monoplano, monomotor francês de um só lugar em configuração de tração. Na verdade, um ultraleve, projetado e construído por Édouard Nieuport.

## Projeto e desenvolvimento
O projeto teve início em 1908 e contou com a ajuda de Jacques Schneider.
Era um ultraleve de cabine aberta equipado com um motor Darracq de 2-cilindros horizontais e opostos de 18/20 hp. O piloto ficava posicionado atrás do motor, e de lá comandava o voo através de cabos. O controle lateral era obtido envergando as asas. A cauda era em formato de cruz. Esse aparelho pesava 195 kg quando carregado.  

## Histórico operacional
O Nieuport I teve carreira curta: iniciou os testes ao final de 1909 em Issy-les-Moulineaux, mas foi destruído pela enchente do rio Sena em janeiro de 1910.

## Especificação
Estas são as características do Nieuport I
- Características gerais:
  - Tripulação: um
  - Comprimento: 6 m
  - Envergadura: 7 m
  - Área da asa: 12 m²
  - Peso vazio: 135 kg
  - Peso máximo na decolagem: 195 kg
  - Motor: 1 x Darracq, 2 cilindros opostos, refrigerado à ar, de 18 hp.

- Performance:
  - Velocidade máxima: 70 km/h